# すいか (テレビドラマ)
『すいか』は、2003年7月12日から9月20日まで毎週土曜日21時 - 21時54分に、日本テレビ系の「土曜ドラマ」枠で放送された日本のテレビドラマ。主演は小林聡美。

## 概要
世のしがらみでガンジガラメになり、にっちもさっちもいかなくなり行き詰まっている30代半ばの信用金庫職員が、売れない漫画家、大学教授、大学生の大家など、風変わりな人々が住む"賄い付き下宿"のハピネス三茶での出会いや出来事を通して、本当の自分を発見し成長してゆくドラマ。舞台は世田谷区三軒茶屋。
視聴率はあまりふるわなかったが、主演の小林聡美をはじめ出演者の演技や脚本への評価は高く、第41回ギャラクシー賞テレビ部門優秀賞、第21回ATP賞テレビ記者賞、第22回向田邦子賞（木皿泉）を受賞。シナリオ集が2004年11月に日本テレビ放送網株式会社から刊行された。同書は長らく絶版となっていたが、2013年8月に河出文庫から『すいか1』『すいか2』として刊行される。なお、この『2』には、「オマケ」として、基子たち主要登場人物の10年後が描かれている。また、放送から20年を迎えた2023年7月にはファン有志による記念イベントが早稲田大学の小野記念講堂にて開催された。
この作品の後も、木皿泉は河野英裕プロデューサーとペアを組み、日本テレビで『野ブタ。をプロデュース』、『セクシーボイスアンドロボ』、『Q10』の3作を世に送り出していくこととなる。

## あらすじ
早川基子は信用金庫に勤めるOL。34歳になった今でも結婚もせず、親離れも出来ずに平凡な日々を送っていた。
そんなある日、数少ない同期であった馬場ちゃんが3億円を横領していたことが発覚し、逃走したことから物語は展開する。
逃走を続ける中、日常の何気ない幸せに気付く馬場ちゃん。
一方、「ハピネス三茶」という下宿屋で、エロ漫画家の亀山絆、大学教授の崎谷夏子、大家の芝本ゆかなどの同居人との交流を通して変化していく基子を対照的に描いている。

### 特徴
- 基子とその母は、せんべいを吸って食べる（「くずの落ちる物は吸って食べなさい」という母の教えのため）。他にも母離れ・子離れが出来ない姿を描いたシーンが多く、基子がそこからどう変わっていくかが主題の1つとなっている。
- 絆はお金持ちのお嬢様だが、訳あって実家とは決別しハピネス三茶に住んでいる。なんでもニオイを嗅ぐのが癖であり、ウェイトレスのバイトでは鼻に指を突っ込んだ事が理由で辞めさせられるなど、風変わりな一面を持つ。エロ漫画雑誌に連載している漫画のタイトルは「鬼の居ぬ間に洗濯を」である。
- ハピネス三茶のオーナーはスリランカに滞在中であり、娘のゆかが大家になり賄いを担当している。
- 泥舟のママは毎回、お店を閉める時間になると客に「帰ってちょうだい」という。彼女はこのセリフ以外ほとんど喋らないが、店以外のある場所で一度だけ「帰らないでちょうだい」と言う。
- 基子・絆・ゆかの3人のドラマの衣装がホームページやDVDで紹介されているが、ブランド物以外に古着やスタイリストの私物が少なくなく、服装の個性へのこだわりが感じられる。
- ドラマのタイトルともなっている「すいか」が劇中で何度も登場する他、おにぎりもすいかに似せている場面がある。
- ハピネス三茶のロケ地は神奈川県川崎市多摩区宿河原1丁目。
- 教授が時々見ている漫画は「20世紀少年」だと思われる。

## 登場人物

### 下宿「ハピネス三茶」の住人
早川 基子〈34〉
演 - 小林聡美（中学生期：出村真実）
ハピネス三茶3号室の入居者。代田谷信用金庫の職員。16年間コツコツと働いてきたマジメなOL。自己主張しない人生を送ってきたが、同僚の馬場万里子が起こした横領事件を機に依存していた母と決別し、ハピネス三茶に転がり込む。
亀山 絆〈27〉
演 - ともさかりえ
ハピネス三茶5号室の入居者。生活のためエロ漫画を描いている売れない漫画家。1999年に双子の姉を亡くしたことがきっかけで、未来に希望を持てないでいる。「綱吉（ツナヨシ）」という猫を飼っている。
芝本 ゆか〈20〉
演 - 市川実日子
女子大生。スリランカに行ってしまったいい加減な父親に押し付けられて、オンボロ下宿、ハピネス三茶の家主を務める。嫌々賄いを作っていたが、新メニューにも挑戦するなど前向きなところも。
崎谷 夏子〈年齢不詳〉
演 - 浅丘ルリ子
大学教授。女学生の頃から39年、ハピネス三茶に住み続ける。ハピネス三茶と共に過ぎ去っていった月日と人々のことを見続けてきた。思ったことをストレートに言い、学生にも厳しいが、心から涙を流す人には優しい。

### 代田谷信用金庫
小川
演 - 中丸新将
部長。基子の上司。
課長
演 - 六角精児
課長。基子の上司。
女性職員
演 - 奥野ミカ
職員。基子の後輩。
仲井
演 - 秋山実希
職員。基子の後輩。
馬場 万里子〈34〉
演 - 小泉今日子（友情出演）
基子の同期の元職員。職場から3億円を横領して逃亡中。

### バー「泥舟」
バーテンダー
演 - 井澤健
ママと同じく普段は一言も喋らないが、ある時初めて口を開く（第9話）。
ママ〈年齢不詳〉
演 - もたいまさこ
ハピネス三茶の住人たちもよく通うバーのママ。客に言う言葉は「もう帰ってちょうだい」だけ。

### その他
間々田 伝〈45〉
演 - 高橋克実
雑誌「男の小箱」編集長。教授の教え子であり、ゆかの父親と知り合いであることから、度々ハピネス三茶に入り浸る。バー「泥舟」の常連。
野口 響一〈22〉
演 - 金子貴俊
就職浪人中でコンビニ「三津屋」のアルバイト店員。間々田の娘にフラれ、慰めてくれた絆に想いを寄せる。小心者だが気は優しい。
スミちゃん
演 - たくませいこ
崎谷教授の研究室の大学院生。本編ではカットされたがある秘密を持つ。
生沢 冴子
演 - 片桐はいり
馬場万里子の事件を捜査してハピネス三茶にやって来る刑事。クマのぬいぐるみに「ミシェル」と名付け持ち歩いている。
早川 梅子〈57〉
演 - 白石加代子
主婦。基子の母親。口うるさくて、おせっかい。未だに子離れできていないが、基子の家出をきっかけに自立を認め、友達も作るようになる。
亀山 結
演 - ともさかりえ
絆の双子の姉。故人。享年23歳。

### ゲスト

#### 第2話
- 松下 雄介（週刊ヘヴンの記者） - 木村靖司

#### 第3話
- 崎谷教授のけんか相手 - 光石研
- 木山 也寸志（タマ子の息子） - 山崎樹範
- 木山 タマ子（崎谷教授の女学生時代からの友人） - 岩本多代（第9話にも出演）

#### 第6話
- 乾 克由（亀山結の元婚約者） - 柏原収史
- 基子に馬場万里子からの荷物を届けた男性 - 恩田括

#### 第7話
- 花柳 もえこ（花柳セミナーの講師・本名は八木田悦郎・崎谷教授の元助手） - 篠井英介
- 上条 真希子（花柳セミナーの参加者） - 銀粉蝶
- 館長（坪山ゆたか記念図書館の館長） - 米倉斉加年
- 井出 佳織（花柳セミナーの参加者） - 橘ユキコ
- 亀井 恵理（花柳セミナーの参加者） - 川俣しのぶ

#### 第8話
- 後藤 裕美子（崎谷教授の教え子） - 加藤夏希（第9話にも出演）
- 医師 - 原知佐子
- 後藤（裕美子の母） - 高畑淳子
- 後藤（裕美子の父） - 坂田雅彦
- サラリーマン（交番にお金を借りに来る） - 村上淳
- 男子学生（崎谷教授の教え子） - 上地雄輔
- 編集者（絆が連載を始める大手出版社の担当編集者） - 伊藤正之

#### 第9話
- 川村さん（喫煙所で梅子に木星の話をする入院患者） - 田根楽子

#### 最終回
- 男子学生 - 高藤疾土
- 女子学生 - 山内明日

## スタッフ
- 脚本 - 木皿泉、山田あかね（第7話のみ）
- 音楽 - 金子隆博（サウンドトラック：エイベックス）
- 演出 - 佐藤東弥、吉野洋、佐久間紀佳
- 主題歌 - 大塚愛「桃ノ花ビラ」（avex trax）[6]
- フードコーディネート - 赤堀博美
- スタイリスト - 安野ともこ
- 協力 - NiTRo
- チーフプロデューサー - 梅原幹
- プロデューサー - 河野英裕
- 製作著作 - 日本テレビ[7]

## 放送日程
| 各話                                                      | 放送日        | サブタイトル         | 脚本       | 演出                       | 視聴率 |
| --------------------------------------------------------- | ------------- | -------------------- | ---------- | -------------------------- | ------ |
| 第1話                                                     | 2003年7月12日 | 逃げる女煮つまる女   | 木皿泉     | 佐藤東弥                   | 10.6%  |
| 第2話                                                     | 2003年7月19日 | 涙をふいて恋が始まる | 木皿泉     | 吉野洋                     | 9.6%   |
| 第3話                                                     | 2003年7月26日 | 百円玉で買った幸せ!? | 木皿泉     | 佐藤東弥                   | 9.6%   |
| 第4話                                                     | 2003年8月02日 | 私、面白い人間ですか | 木皿泉     | 佐久間紀佳                 | 9.5%   |
| 第5話                                                     | 2003年8月09日 | 父さん、私ダメ娘です | 木皿泉     | 佐藤東弥                   | 8.9%   |
| 第6話                                                     | 2003年8月16日 | 恋する幽霊秘密の再会 | 木皿泉     | 佐久間紀佳                 | 6.6%   |
| 第7話                                                     | 2003年8月30日 | 幸福を呼ぶオッパイ!? | 山田あかね | 佐藤東弥                   | 7.2%   |
| 第8話                                                     | 2003年9月06日 | 母がガンになっても…  | 木皿泉     | 吉野洋                     | 8.1%   |
| 第9話                                                     | 2003年9月13日 | 決戦! さよなら母さん | 木皿泉     | 佐藤東弥                   | 8.4%   |
| 最終話                                                    | 2003年9月20日 | 彼女達が別れる理由   | 木皿泉     | 佐藤東弥 吉野洋 佐久間紀佳 | 7.5%   |
| 平均視聴率 8.9%（視聴率は関東地区・ビデオリサーチ社調べ） |               |                      |            |                            |        |

- 2003年8月23日は『24時間テレビ 26』放送のため休止。

## 関連商品

### DVD
- すいか DVD-BOX（4枚組）ASIN: B0000TXORW[8]
  - vol.1 第1話、第2話、第3話、特典映像（レンタル版除く）収録
  - vol.2 第4話、第5話、第6話収録
  - vol.3 第7話、第8話収録
  - vol.4 第9話、最終話収録

### 書籍
- 木皿泉・山田あかね『すいか シナリオBOOK』（2004年11月、日本テレビ放送網、ISBN 978-4820399063）
- 木皿泉『すいか 1』(2013年8月、河出文庫、ISBN 978-4309412375)
- 木皿泉・山田あかね『すいか 2』(2013年8月、河出文庫、ISBN 978-4309412382)